# (51415) Tovinder
(51415) Tovinder (2001 ER13) – planetoida z pasa głównego asteroid okrążająca Słońce w ciągu 3,47 lat w średniej odległości 2,29 j.a. Odkryta 15 marca 2001 roku.